# Campionato mondiale Supersport 2019
Il campionato mondiale Supersport 2019 è la ventunesima edizione del campionato mondiale Supersport.
Il titolo piloti è stato vinto, per la prima volta in carriera, da Randy Krummenacher, nella sua terza stagione in questo campionato, con una Yamaha YZF-R6 del team italiano Bardahl Evan Bros. Krummenacher ottiene quattro vittorie su dodici gare in calendario e, grazie ad una certa costanza nei piazzamenti, primeggia per soli sei punti sul più vicino degli inseguitori ossia il compagno di team Federico Caricasulo. Terzo, come la stagione precedente, Jules Cluzel che ottiene tre vittorie stagionali.
Tra i costruttori prevale Yamaha che vince dieci delle dodici gare in calendario e stacca di oltre cento punti la più diretta delle concorrenti: Kawasaki. Terzo posto per MV Agusta che ottiene due piazzamenti a podio, quarta posizione per Honda.

## Piloti partecipanti
fonte
Tutte le motociclette in competizione sono equipaggiate con pneumatici forniti dalla Pirelli. Anche in questa stagione, insieme ai piloti che concorrono per il mondiale Supersport, vi sono alcuni piloti (indicati in tabella come piloti della "classe ESS") che concorrono per la coppa Europa (pertanto sono iscritti solo ai GP corsi in territorio Europeo).
| Nº | Pilota                 | Squadra                           | Motocicletta     | Classe |
| -- | ---------------------- | --------------------------------- | ---------------- | ------ |
| 2  | Brad Jones             | Appleyard Macadam Integro         | Yamaha YZF R6    |        |
| 2  | Brad Jones             | Team Toth                         | Yamaha YZF R6    |        |
| 3  | Raffaele De Rosa       | MV Agusta Reparto Corse           | MV Agusta F3 675 |        |
| 4  | Christian Stange       | Gemar - Ciociaria Corse           | Honda CBR600RR   |        |
| 6  | María Herrera          | MS Racing                         | Yamaha YZF R6    |        |
| 6  | María Herrera          | Kallio Racing                     | Yamaha YZF R6    |        |
| 7  | Tom Toparis            | Landbridge Transport Yamaha       | Yamaha YZF R6    |        |
| 9  | Maximilian Bau         | GMT94 Yamaha                      | Yamaha YZF R6    |        |
| 10 | Nacho Calero           | Orelac Racing VerdNatura          | Kawasaki ZX-6R   |        |
| 11 | Kyle Smith             | Pedercini Racing                  | Kawasaki ZX-6R   | ESS    |
| 11 | Kyle Smith             | Pedercini Racing                  | Kawasaki ZX-6R   |        |
| 12 | Luca Ottaviani         | SGM Tecnic                        | Yamaha YZF R6    |        |
| 13 | Roberto Rolfo          | Team GREEN SPEED                  | Kawasaki ZX-6R   |        |
| 14 | Jack Kennedy           | Appleyard Macadam Integro         | Yamaha YZF R6    |        |
| 15 | Alfonso Coppola        | Gemar - Ciociaria Corse           | Honda CBR600RR   |        |
| 15 | Alfonso Coppola        | Team Toth                         | Yamaha YZF R6    |        |
| 16 | Jules Cluzel           | GMT94 Yamaha                      | Yamaha YZF R6    |        |
| 20 | Filippo Fuligni        | Team Rosso e Nero                 | Yamaha YZF R6    |        |
| 20 | Filippo Fuligni        | MV Agusta Reparto Corse           | MV Agusta F3 675 |        |
| 21 | Randy Krummenacher     | Bardahl Evan Bros.                | Yamaha YZF R6    |        |
| 22 | Federico Fuligni       | MV Agusta Reparto Corse           | MV Agusta F3 675 |        |
| 23 | Loic Arbel             | Emperador Racing                  | Yamaha YZF R6    |        |
| 24 | Arne de Wintere        | Go4Racing                         | Yamaha YZF R6    |        |
| 26 | Patrick Hobelsberger   | Hobelsberger Racing               | Yamaha YZF R6    |        |
| 27 | Mattia Casadei         | Bardahl Evan Bros.                | Yamaha YZF R6    |        |
| 29 | Saeed Al Sulaiti       | QMMF Racing                       | Yamaha YZF R6    |        |
| 30 | Glenn van Straalen     | EAB Racing                        | Kawasaki ZX-6R   |        |
| 31 | Daniel Valle           | MS Racing                         | Yamaha YZF R6    |        |
| 32 | Isaac Viñales          | Kallio Racing                     | Yamaha YZF R6    |        |
| 33 | Kevin Manfredi         | Team Rosso e Nero                 | Yamaha YZF R6    |        |
| 34 | Fabio Massei           | DK Motorsport                     | Yamaha YZF R6    | ESS    |
| 36 | Thomas Gradinger       | Kallio Racing                     | Yamaha YZF R6    |        |
| 38 | Hannes Soomer          | MPM WILSport Racedays             | Honda CBR600RR   |        |
| 39 | Borja Quero Martinez   | Emperador Racing                  | Yamaha YZF R6    |        |
| 40 | Alen Győrfi            | Team Toth                         | Yamaha YZF R6    |        |
| 43 | Daniel Rubin           | Rubin Racing                      | Yamaha YZF R6    |        |
| 44 | Lucas Mahias           | Kawasaki Puccetti Racing          | Kawasaki ZX-6R   |        |
| 46 | Ratchada Nakcharoensri | Yamaha PTT Lubricants TANN Racing | Yamaha YZF R6    |        |
| 47 | Rob Hartog             | Hartog - Against Cancer           | Kawasaki ZX-6R   |        |
| 48 | Xavier Navand          | D.K. Motorsport                   | Yamaha YZF R6    | ESS    |
| 48 | Xavier Navand          | Altogoo Racing                    | Yamaha YZF R6    |        |
| 53 | Gianluca Sconza        | Gemar - Ciociaria Corse           | Honda CBR600RR   |        |
| 55 | Massimo Roccoli        | Rosso Corsa                       | Yamaha YZF R6    |        |
| 56 | Péter Sebestyén        | CIA Landlord Insurance Honda      | Honda CBR600RR   |        |
| 60 | Lorenzo Gabellini      | Gomma Racing                      | Yamaha YZF R6    |        |
| 61 | Gabriele Ruiu          | Gemar - Ciociaria Corse           | Honda CBR600RR   |        |
| 61 | Gabriele Ruiu          | Team Toth                         | Yamaha YZF R6    |        |
| 61 | Gabriele Ruiu          | MPM WILSport Racedays             | Honda CBR600RR   |        |
| 64 | Federico Caricasulo    | Bardahl Evan Bros.                | Yamaha YZF R6    |        |
| 65 | Michael Canducci       | DK Motorsport                     | Yamaha YZF R6    | ESS    |
| 66 | Alex Toledo            | MS Racing                         | Yamaha YZF R6    |        |
| 67 | Gaëtan Matern          | Flembbo Leader                    | Kawasaki ZX-6R   | ESS    |
| 69 | Guillaume Pot          | MHP Racing-Patrick Pons           | Yamaha YZF R6    |        |
| 71 | Miquel Pons            | H43 Team Nobby Talasur-Blumaq     | Yamaha YZF R6    |        |
| 74 | Jaimie van Sikkelerus  | MPM WILSport Racedays             | Honda CBR600RR   |        |
| 76 | Alex Bernardi          | Flembbo Leader                    | Kawasaki ZX-6R   | ESS    |
| 77 | Wayne Tessels          | Team SWPN                         | Yamaha YZF R6    |        |
| 78 | Hikari Ōkubo           | Kawasaki Puccetti Racing          | Kawasaki ZX-6R   |        |
| 80 | Héctor Barberá         | Toth by Willirace                 | Yamaha YZF R6    |        |
| 84 | Loris Cresson          | Kallio Racing                     | Yamaha YZF R6    |        |
| 86 | Ayrton Badovini        | Pedercini Racing                  | Kawasaki ZX-6R   |        |
| 94 | Corentin Perolari      | GMT94 Yamaha                      | Yamaha YZF R6    |        |
| 95 | Jules Danilo           | CIA Landlord Insurance Honda      | Honda CBR600RR   |        |

| Legenda            |
| ------------------ |
| Pilota wildcard    |
| Pilota sostitutivo |

## Calendario
| Nº | Data         | Gran Premio | Circuito             | Pole Position       | Vincitore Gara      | Leader del campionato | Resoconto |
| -- | ------------ | ----------- | -------------------- | ------------------- | ------------------- | --------------------- | --------- |
| 1  | 24 febbraio  | Australia   | Phillip Island       | Federico Caricasulo | Randy Krummenacher  | Randy Krummenacher    | Resoconto |
| 2  | 17 marzo     | Thailandia  | Buriram              | Jules Cluzel        | Jules Cluzel        | Jules Cluzel          | Resoconto |
| 3  | 7 aprile     | Aragona     | Aragón               | Thomas Gradinger    | Randy Krummenacher  | Randy Krummenacher    | Resoconto |
| 4  | 14 aprile    | Paesi Bassi | Assen                | Randy Krummenacher  | Federico Caricasulo | Randy Krummenacher    | Resoconto |
| 5  | 12 maggio    | Italia      | Imola                | Randy Krummenacher  | Randy Krummenacher  | Randy Krummenacher    | Resoconto |
| 6  | 9 giugno     | Spagna      | Jerez                | Randy Krummenacher  | Federico Caricasulo | Randy Krummenacher    | Resoconto |
| 7  | 23 giugno    | Italia      | Misano               | Lucas Mahias        | Randy Krummenacher  | Randy Krummenacher    | Resoconto |
| 8  | 7 luglio     | Regno Unito | Donington            | Federico Caricasulo | Jules Cluzel        | Randy Krummenacher    | Resoconto |
| 9  | 8 settembre  | Portogallo  | Portimão             | Federico Caricasulo | Federico Caricasulo | Randy Krummenacher    | Resoconto |
| 10 | 29 settembre | Francia     | Magny-Cours          | Kyle Smith          | Lucas Mahias        | Randy Krummenacher    | Resoconto |
| 11 | 13 ottobre   | Argentina   | San Juan de Villicum | Corentin Perolari   | Jules Cluzel        | Randy Krummenacher    | Resoconto |
| 12 | 26 ottobre   | Qatar       | Losail               | Federico Caricasulo | Lucas Mahias        | Randy Krummenacher    | Resoconto |

## Classifiche

### Classifica Piloti

#### Mondiale
| Pos. | Pilota                 | Moto               |     |     |     |     |     |     |     |     |     |     |     |     | P.ti |
| ---- | ---------------------- | ------------------ | --- | --- | --- | --- | --- | --- | --- | --- | --- | --- | --- | --- | ---- |
| 1    | Randy Krummenacher     | Yamaha             | 1   | 2   | 1   | 2   | 1   | 2   | 1   | 4   | 2   | Rit | 7   | 5   | 213  |
| 2    | Federico Caricasulo    | Yamaha             | 3   | 3   | 3   | 1   | 2   | 1   | 2   | 2   | 1   | Rit | 5   | 4   | 207  |
| 3    | Jules Cluzel           | Yamaha             | 2   | 1   | 5   | 4   | 7   | 3   | 4   | 1   | 4   | 6   | 1   | 2   | 200  |
| 4    | Lucas Mahias           | Kawasaki           | 12  | 8   | 7   | 5   | 8   | 6   | 3   | 3   | 3   | 1   | 2   | 1   | 168  |
| 5    | Hikari Ōkubo           | Kawasaki           | 6   | 6   | 8   | 7   | 4   | 7   | 5   | 13  | 7   | 5   | 12  | 8   | 105  |
| 6    | Raffaele De Rosa       | MV Agusta          | 18  | 5   | 2   | Rit | 3   | 5   | Rit | 5   | Rit | 4   | 6   | 7   | 101  |
| 7    | Isaac Viñales          | Yamaha             | Rit | 4   | 10  | 8   | 6   | 8   | 27  | 22  | Rit | 2   | 3   | 3   | 97   |
| 8    | Corentin Perolari      | Yamaha             | 7   | 11  | 6   | 6   | NP  | 9   | Rit | 8   | 6   | 7   | 4   | 6   | 91   |
| 9    | Thomas Gradinger       | Yamaha             | 5   | Rit | 4   | 3   | Rit | 4   | 9   | 6   | Inf | 8   | 8   | 12  | 90   |
| 10   | Ayrton Badovini        | Kawasaki           | 15  | Rit | Rit | 11  | 5   | 13  | Rit | 10  | 5   | 3   | 10  | 10  | 65   |
| 11   | Péter Sebestyén        | Honda              | 8   | 12  | 11  | 12  | 10  | 10  | 16  | 11  | 11  | 10  | 11  | 11  | 59   |
| 12   | Loris Cresson          | Yamaha             | 10  | 9   | 14  | 13  | 12  | 12  | 13  | Rit | 9   | 13  | 14  | NP  | 41   |
| 13   | Jules Danilo           | Honda              | 9   | Rit | 12  | 10  | 11  | Rit | 14  | 21  | 8   | 12  | 16  | 13  | 39   |
| 14   | Hannes Soomer          | Honda              | Rit | 10  | 17  | Rit | 9   | 11  | 7   | 15  | Inf | 11  | 15  | 14  | 36   |
| 15   | Kyle Smith             | Kawasaki           |     |     | 9   | Rit | 13  | Rit | 19  | Rit | Rit | 9   | 9   | 9   | 31   |
| 16   | Héctor Barberá         | Yamaha             | 4   | 7   | NP  |     |     |     |     |     |     |     |     |     | 22   |
| 17   | Federico Fuligni       | MV Agusta          | Rit | Rit | 13  | 15  | 14  | Rit | 11  | 18  | 14  | Rit | Inf | Inf | 13   |
| 18   | Lorenzo Gabellini      | Yamaha             |     |     |     |     |     |     | 6   |     |     |     |     |     | 10   |
| 19   | Glenn van Straalen     | Kawasaki           | 14  | 16  | 16  | 9   | Rit | NC  | 20  | 16  | 16  | Rit | 18  | 15  | 10   |
| 20   | Jack Kennedy           | Yamaha             |     |     |     |     |     |     |     | 7   |     |     |     |     | 9    |
| 21   | Rob Hartog             | Kawasaki           | NP  | 14  | NP  | 14  | 16  | 15  | 18  | 12  | 18  | Rit | 21  | 19  | 9    |
| 22   | Jaimie van Sikkelerus  | Honda              | 13  | 13  | Rit | 17  | 17  | 18  | Rit | 14  | 15  | 18  | 17  | Rit | 9    |
| 23   | Kevin Manfredi         | Yamaha             |     |     |     |     |     |     | 8   |     |     |     |     |     | 8    |
| 24   | Brad Jones             | Yamaha             |     |     |     |     |     |     |     | 9   |     |     |     |     | 7    |
| 25   | Miquel Pons            | Yamaha             |     |     |     |     |     |     |     |     | 10  |     |     |     | 6    |
| 26   | Massimo Roccoli        | Yamaha             |     |     |     |     | NC  |     | 10  |     |     |     |     |     | 6    |
| 27   | Tom Toparis            | Yamaha             | 11  |     |     |     |     |     |     |     |     |     |     |     | 5    |
| 28   | Christian Stange       | Honda              |     | Rit | 18  | 18  | NP  | 16  | 21  | 17  | Rit | 14  | 13  | 18  | 5    |
| 29   | María Herrera          | Yamaha             | 16  | 15  | 15  | 19  | 15  | 14  | SQ  |     | Rit |     |     |     | 5    |
| 30   | Gabriele Ruiu          | Honda e Yamaha     | Rit |     |     |     | Rit |     |     |     | 12  | Rit |     |     | 4    |
| 31   | Luca Ottaviani         | Yamaha             |     |     |     |     | 18  |     | 12  |     |     |     |     |     | 4    |
| 32   | Daniel Valle           | Yamaha             |     |     |     |     |     |     |     |     | 13  | 16  | 19  | 20  | 3    |
| 33   | Xavier Navand          | Yamaha             |     |     | Rit | Rit |     |     |     |     |     | 15  |     |     | 1    |
| 34   | Mattia Casadei         | Yamaha             |     |     |     |     |     |     | 15  |     |     |     |     |     | 1    |
| NC   | Wayne Tessels          | Yamaha             |     |     |     | 16  |     |     |     |     |     |     |     |     | 0    |
| -    | Nacho Calero           | Kawasaki           | 17  | 18  | Rit | NP  | 19  | 17  | 22  | 19  | 17  | Rit | NQ  | 21  | 0    |
| -    | Saeed Al Sulaiti       | Yamaha             |     |     |     |     |     |     |     |     |     |     |     | 17  | 0    |
| -    | Guillaume Pot          | Yamaha             |     |     |     |     |     |     |     |     |     | 17  |     |     | 0    |
| -    | Filippo Fuligni        | Yamaha e MV Agusta |     |     |     |     |     |     | 17  |     |     |     | 22  | NP  | 0    |
| -    | Alfonso Coppola        | Honda e Yamaha     | NP  | 17  | 19  | 20  | Rit |     |     |     |     |     | 20  |     | 0    |
| -    | Mihael Canducci        | Yamaha             |     |     |     |     |     | 19  | 25  |     | 19  |     |     |     | 0    |
| -    | Ratchada Nakcharoensri | Yamaha             |     | 19  |     |     |     |     |     |     |     |     |     |     | 0    |
| -    | Alen Győrfi            | Yamaha             |     |     |     |     |     | Rit | 26  | Rit | 20  |     |     |     | 0    |
| -    | Álex Toledo            | Yamaha             |     |     |     |     |     |     |     | 20  |     |     |     |     | 0    |
| -    | Gianluca Sconza        | Honda              |     |     |     |     |     | 20  | Rit | 23  | SQ  | NQ  | 23  | 22  | 0    |
| -    | Gaëtan Matern          | Kawasaki           |     |     | Rit | NQ  | NQ  | Rit |     | NQ  | 21  | NQ  |     |     | 0    |
| -    | Roberto Rolfo          | Kawasaki           |     |     |     |     |     |     | 23  |     |     |     |     |     | 0    |
| -    | Patrick Hobelsberger   | Yamaha             |     |     |     |     |     |     | 24  |     |     |     |     |     | 0    |
| -    | Maximilien Bau         | Yamaha             |     |     |     |     |     |     |     |     |     | Rit |     |     | 0    |
| -    | Borja Quero            | Yamaha             |     |     |     |     |     | Rit |     |     |     |     |     |     | 0    |
| -    | Loïc Arbel             | Yamaha             |     |     |     |     |     | Rit |     |     |     |     |     |     | 0    |
| -    | Fabio Massei           | Yamaha             |     |     |     |     | Rit |     |     |     |     |     |     |     | 0    |
| -    | Daniel Rubin           | Yamaha             |     |     |     | Rit |     |     |     |     |     |     |     |     | 0    |
| -    | Alex Bernardi          | Kawasaki           |     |     |     |     |     |     | NP  |     |     |     |     |     | 0    |
| -    | Arne De Wintere        | Yamaha             |     |     |     | NP  |     |     |     |     |     |     |     |     | 0    |
| Pos  | Pilota                 | Moto               |     |     |     |     |     |     |     |     |     |     |     |     | P.ti |

| Legenda | 1º posto        | 2º posto            | 3º posto           | A punti      | Senza punti        | Grassetto – Pole position Corsivo – Giro più veloce |
| Legenda | Gara non valida | Non qual./Non part. | Ritirato/Non class | Squalificato | '-' Dato non disp. | Grassetto – Pole position Corsivo – Giro più veloce |

#### Coppa Europa
| Pos. | Pilota           | Moto     |     |     |     |     |    |     |     |    | P.ti |
| ---- | ---------------- | -------- | --- | --- | --- | --- | -- | --- | --- | -- | ---- |
| 1    | Kyle Smith       | Kawasaki | 9   | Rit | 13  | Rit | 19 | Rit | Rit | 9  | 17   |
| NC   | Michael Canducci | Yamaha   |     |     |     | 19  | 25 |     | 19  |    | 0    |
| -    | Gaëtan Matern    | Yamaha   | Rit | NQ  | NQ  | Rit |    | NQ  | 21  | NQ | 0    |
| -    | Xavier Navand    | Yamaha   | Rit | Rit |     |     |    |     |     |    | 0    |
| -    | Fabio Massei     | Yamaha   |     |     | Rit |     |    |     |     |    | 0    |
| Pos. | Pilota           | Moto     |     |     |     |     |    |     |     |    | P.ti |

| Legenda | 1º posto        | 2º posto            | 3º posto           | A punti      | Senza punti        | Grassetto – Pole position Corsivo – Giro più veloce |
| Legenda | Gara non valida | Non qual./Non part. | Ritirato/Non class | Squalificato | '-' Dato non disp. | Grassetto – Pole position Corsivo – Giro più veloce |

### Sistema di punteggio
| Pos.  | 1  | 2  | 3  | 4  | 5  | 6  | 7 | 8 | 9 | 10 | 11 | 12 | 13 | 14 | 15 | 16> |
| Punti | 25 | 20 | 16 | 13 | 11 | 10 | 9 | 8 | 7 | 6  | 5  | 4  | 3  | 2  | 1  | 0   |

### Classifica costruttori
| Pos. | Costruttore | Motocicletta |    |    |    |    |   |    |    |    |    |    |    |    | P.ti |
| ---- | ----------- | ------------ | -- | -- | -- | -- | - | -- | -- | -- | -- | -- | -- | -- | ---- |
| 1    | Yamaha      | YZF-R6       | 1  | 1  | 1  | 1  | 1 | 1  | 1  | 1  | 1  | 2  | 1  | 2  | 290  |
| 2    | Kawasaki    | ZX-6R        | 6  | 6  | 7  | 5  | 4 | 6  | 3  | 3  | 3  | 1  | 2  | 1  | 181  |
| 3    | MV Agusta   | F3 675       | 18 | 5  | 2  | 15 | 3 | 5  | 11 | 5  | 14 | 4  | 6  | 7  | 109  |
| 4    | Honda       | CBR600RR     | 8  | 10 | 11 | 10 | 9 | 10 | 7  | 11 | 8  | 10 | 11 | 11 | 76   |